# Scheibenhardt

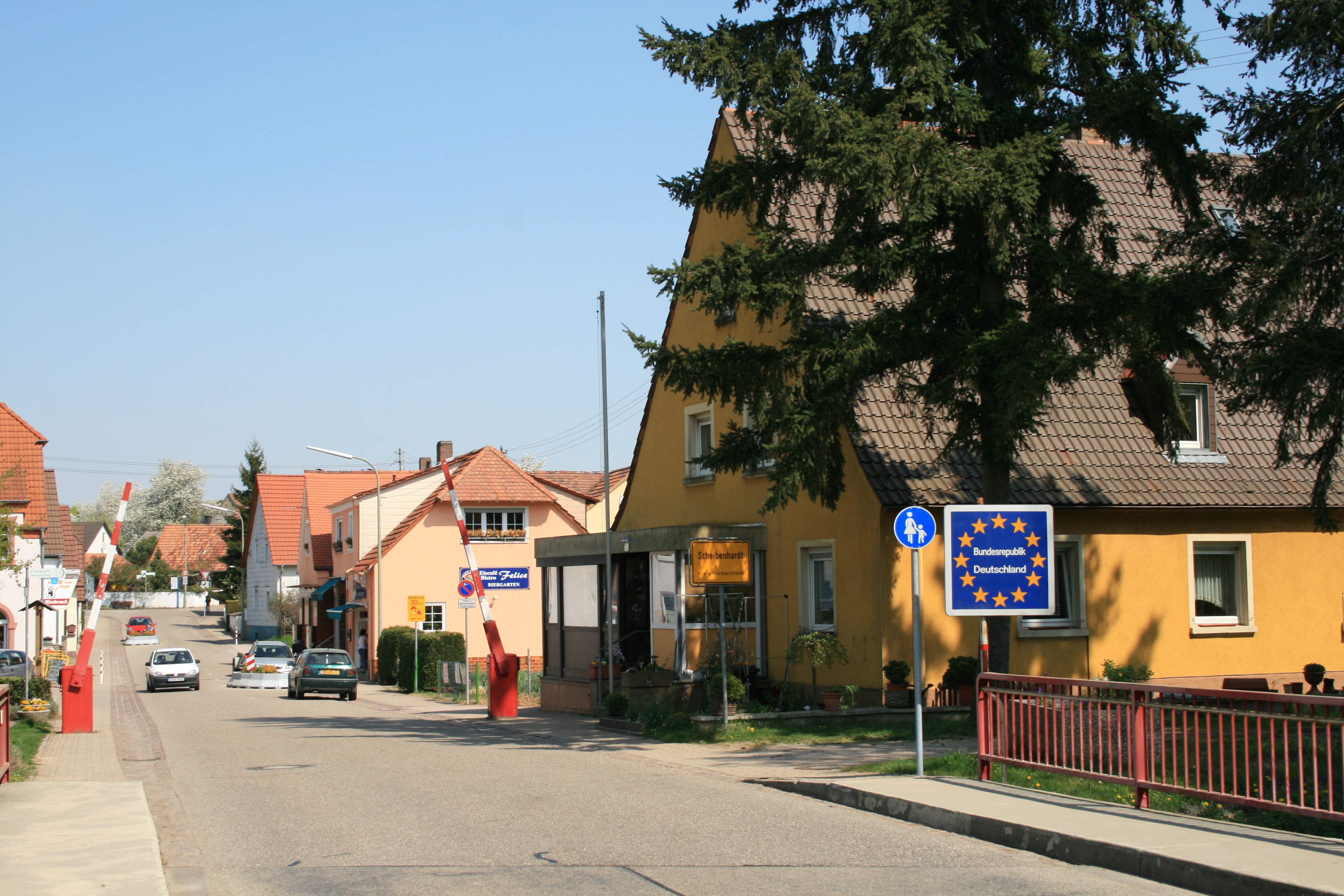
Grensovergang in het gedeelde dorp

Scheibenhardt is een plaats in de Duitse deelstaat Rijnland-Palts, en maakt deel uit van de Landkreis Germersheim. Scheibenhardt telt 604 inwoners. Het dorpje ligt tegen de Franse grens aan, die er wordt gevormd door het riviertje de Lauter. Op de andere oever ligt het Franse Scheibenhard.

## Bestuur
De plaats is een Ortsgemeinde en maakt deel uit van de Verbandsgemeinde Hagenbach.